# Тепекёй
Тепекёй (тур. Tepeköy или Агрѝдиа греч. Αγρίδια) — деревня на острове Гёкчеада в провинции Чанаккале в Турции.
В деревне имеется электричество и водоснабжение. Работает отделение связи и медицинский пункт. Имеется начальная школа. Экономическая составляющая посёлка — животноводство и сельское хозяйство.
Близ посёлка расположено православное греческое кладбище, а также ещё три населённых пункта с преобладающим греческим населением — Зейтинли-кёю, Бадемли-кёю и Дерекёй.

## Население
Население посёлка в декабре 2012 года составляло 121 человек. Большинство населения — православные греческие семьи, кроме того, в селе проживает несколько турецких семей, являющихся суннитами.
| 1990 | 2000 | 2007  | 2011  | 2012  |
| ---- | ---- | ----- | ----- | ----- |
| 77   | ↘ 44 | ↗ 125 | ↗ 138 | ↘ 121 |

Этнический состав
 Турки
 Греки
| Село              | 1927 | 1927 | 1970 | 1970 | 1975 | 1975 | 1980 | 1980 | 1985 | 1985 | 1990 | 1990 | 1997 | 1997 | 2000 | 2000 |
| Тепекёй / Агридиа | -    | -    | 3    | 504  | 4    | 273  | 2    | 193  | 1    | 110  | 75   | 2    | 2    | 39   | 2    | 42   |

### Известные уроженцы и жители
- Кирилл (Драгунис) (1942—2025) — митрополит Мосхонисийский (2020—2025).
- Мелитон (Карас) (род. 1951) — митрополит Филадельфийский.